# Ruotsinsalmi

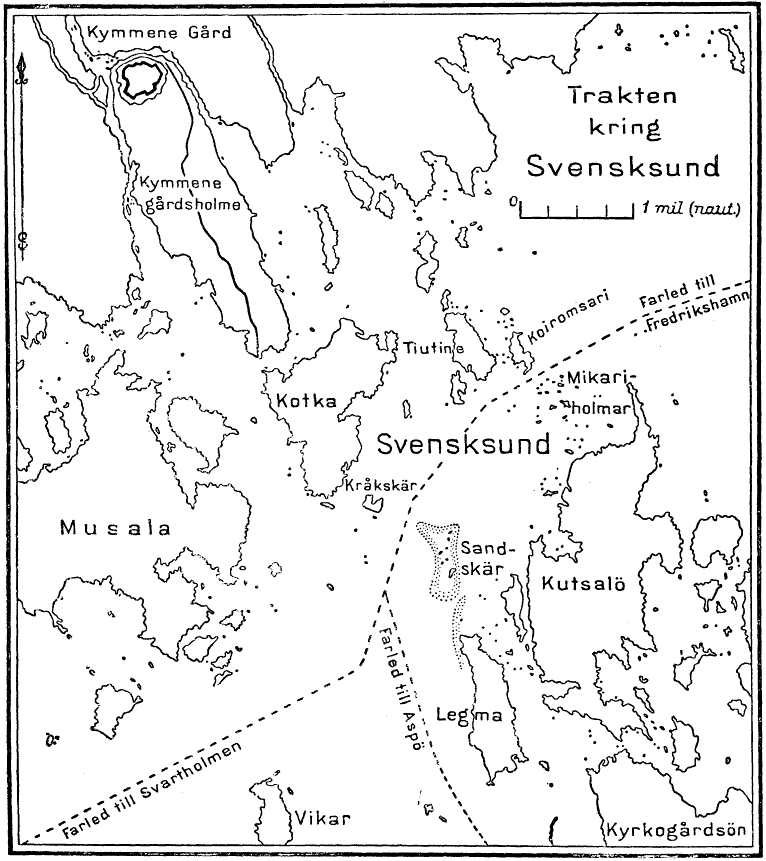
Le détroit Ruotsinsalmi, l'île de Kotkansaari y est nommée Kotka, la route maritime est en pointillés.

Ruotsinsalmi (en suédois : Svensksund) est un détroit du Golfe de Finlande situé dans la municipalité de Kotka en Finlande.
Il est délimité par les îles de Kotkansaari , de Mussalo et de Kuutsalo.
Le détroit de Ruotsinsalmi a donné leur nom à deux batailles navales russo-suédoises qui se sont déroulées à cet endroit, la première le 24 août 1789 et la seconde le 9 juillet 1790.
Le détroit de Ruotsinsalmi a aussi donné son nom à la forteresse maritime de Ruotsinsalmi située à Kotka.